# Atletismo nos Jogos Olímpicos de Verão de 2024 - 3000 m com obstáculos masculino
A prova dos 3000 m com obstáculos masculino do atletismo nos Jogos Olímpicos de Verão de 2024 ocorreu em 5 e 7 de agosto de 2024 no Stade de France, em Paris. Um total de 36 atletas de 20 Comitês Olímpicos Nacionais (CON) participaram do evento.

## Qualificação
Cada Comitê Olímpico Nacional (CON) poderia inscrever no máximo três atletas qualificados em cada evento individual. Para os 3000 metros com obstáculos masculino, o período de qualificação foi entre 1 de julho de 2023 a 30 de junho de 2024.

## Formato
O evento continua a usar o formato de duas fases (primeira rodada e final). São três baterias iniciais, com os cinco primeiros colocados em cada uma avançando para a final.

## Calendário
Horário local (UTC+2)
| Data                | Horário | Fase            |
| ------------------- | ------- | --------------- |
| 5 de agosto de 2024 | 19:00   | Primeira rodada |
| 7 de agosto de 2024 | 21:40   | Final           |

## Medalhistas
| Ouro   | MAR Soufiane El Bakkali |
| Prata  | USA Kenneth Rooks       |
| Bronze | KEN Abraham Kibiwot     |

## Recordes
Antes desta competição, os recordes mundiais e olímpicos da prova eram os seguintes:
| Tipo | Atleta            | Tempo (m) | Local          | Data                 |
| ---- | ----------------- | --------- | -------------- | -------------------- |
|      | Lamecha Girma     | 7:52.11   | Paris          | 9 de junho de 2023   |
|      | Conseslus Kipruto | 8:03.28   | Rio de Janeiro | 17 de agosto de 2016 |

## Resultados

### Primeira rodada
Os cinco primeiros de cada bateria (Q) avançam à final.

#### Bateria 1
| Pos. | Atleta              | CON                | Tempo   | Notas |
| ---- | ------------------- | ------------------ | ------- | ----- |
| 1    | Soufiane El Bakkali | MAR Marrocos       | 8:17.90 | Q     |
| 2    | Leonard Chemutai    | UGA Uganda         | 8:18.19 | Q,    |
| 3    | Getnet Wale         | ETH Etiópia        | 8:18.25 | Q     |
| 4    | Daniel Arce         | ESP Espanha        | 8:18.31 | Q     |
| 5    | Ahmed Jaziri        | TUN Tunísia        | 8:18.33 | Q,    |
| 6    | Amos Serem          | KEN Quênia         | 8:18.41 | qR    |
| 7    | Karl Bebendorf      | GER Alemanha       | 8:20.46 |       |
| 8    | Nicolas-Marie Daru  | FRA França         | 8:20.52 |       |
| 9    | Ruben Querinjean    | LUX Luxemburgo     | 8:27.97 |       |
| 10   | James Corrigan      | USA Estados Unidos | 8:36.67 |       |
| 11   | Yassin Bouih        | ITA Itália         | 8:40.34 |       |
| 12   | Bilal Tabti         | ALG Argélia        | 9:04.81 |       |

#### Bateria 2
| Pos. | Atleta            | CON                | Tempo   | Notas |
| ---- | ----------------- | ------------------ | ------- | ----- |
| 1    | Mohamed Tindouft  | MAR Marrocos       | 8:10.62 | Q,    |
| 2    | Samuel Firewu     | ETH Etiópia        | 8:11.61 | Q     |
| 3    | Abraham Kibiwot   | KEN Quênia         | 8:12.02 | Q     |
| 4    | Ryuji Miura       | JPN Japão          | 8:12.41 | Q     |
| 5    | Avinash Sable     | IND Índia          | 8:15.43 | Q     |
| 6    | Matthew Wilkinson | USA Estados Unidos | 8:16.82 |       |
| 7    | Nahuel Carabaña   | AND Andorra        | 8:19.44 |       |
| 8    | Osama Zoghlami    | ITA Itália         | 8:20.52 |       |
| 9    | Alexis Miellet    | FRA França         | 8:22.08 |       |
| 10   | Velten Schneider  | GER Alemanha       | 8:25.75 |       |
| 11   | Matthew Clarke    | AUS Austrália      | 8:49.85 |       |
|      | Tomáš Habarta     | CZE Chéquia        | DNF     |       |

#### Bateria 3
| Pos. | Atleta                | CON                | Tempo          | Notas |
| ---- | --------------------- | ------------------ | -------------- | ----- |
| 1    | Lamecha Girma         | ETH Etiópia        | 8:23.89        | Q     |
| 2    | Kenneth Rooks         | USA Estados Unidos | 8:24.95 (.941) | Q     |
| 3    | Simon Koech           | KEN Quênia         | 8:24.95 (.942) | Q     |
| 4    | Mohamed Amin Jhinaoui | TUN Tunísia        | 8:25.24        | Q     |
| 5    | Jean-Simon Desgagnés  | CAN Canadá         | 8:25.28        | Q     |
| 6    | Frederik Ruppert      | GER Alemanha       | 8:25.31        |       |
| 7    | Geordie Beamish       | NZL Nova Zelândia  | 8:25.86        |       |
| 8    | Ryoma Aoki            | JPN Japão          | 8:29.03        |       |
| 9    | Louis Gilavert        | FRA França         | 8:29.16        |       |
| 10   | Ben Buckingham        | AUS Austrália      | 8:32.12        |       |
| 11   | Topi Raitanen         | FIN Finlândia      | 8:33.12        |       |
| 12   | Faid El Mostafa       | MAR Marrocos       | 8:39.48        |       |

### Final
Os atletas que cruzarem a linha de chegada nos menores tempos conquistam as medalhas.
| Pos.              | Atleta                | CON                | Tempo   | Notas                |
| ----------------- | --------------------- | ------------------ | ------- | -------------------- |
| Medalha de ouro   | Soufiane El Bakkali   | MAR Marrocos       | 8:06.05 | Recorde da temporada |
| Medalha de prata  | Kenneth Rooks         | USA Estados Unidos | 8:06.41 | Recorde pessoal      |
| Medalha de bronze | Abraham Kibiwot       | KEN Quênia         | 8:06.47 | Recorde da temporada |
| 4                 | Mohamed Amin Jhinaoui | TUN Tunísia        | 8:07.73 | Recorde nacional     |
| 5                 | Ahmed Jaziri          | TUN Tunísia        | 8:08.02 | Recorde pessoal      |
| 6                 | Samuel Firewu         | ETH Etiópia        | 8:08.87 |                      |
| 7                 | Simon Koech           | KEN Quênia         | 8:09.87 | Recorde da temporada |
| 8                 | Ryuji Miura           | JPN Japão          | 8:11.72 |                      |
| 9                 | Getnet Wale           | ETH Etiópia        | 8:12.33 |                      |
| 10                | Daniel Arce           | ESP Espanha        | 8:13.80 |                      |
| 11                | Avinash Sable         | IND Índia          | 8:14.18 |                      |
| 12                | Mohamed Tindouft      | MAR Marrocos       | 8:14.82 |                      |
| 13                | Jean-Simon Desgagnés  | CAN Canadá         | 8:19.31 |                      |
| 14                | Amos Serem            | KEN Quênia         | 8:19.74 |                      |
| 15                | Leonard Chemutai      | UGA Uganda         | 8:20.03 |                      |
|                   | Lamecha Girma         | ETH Etiópia        | DNF     |                      |

Legenda
| Recorde mundial      | Recorde mundial (World record)               |                       | Recorde africano                      | Recorde africano (African) |                                           | Q | Classificado por posição (Qualified) |
| Recorde olímpico     | Recorde olímpico (Olympic record)            | Recorde da América    | Recorde da América (Americas)         | q                          | Classificado por melhor tempo (Qualified) |   |                                      |
| Melhor marca do ano  | Melhor marca do ano (World leading)          | Recorde asiático      | Recorde asiático (Asian)              | DNS                        | Não largou (Did not start)                |   |                                      |
| Recorde nacional     | Recorde nacional (National record)           | Recorde europeu       | Recorde europeu (European)            | DNF                        | Não terminou (Did not finish)             |   |                                      |
| Recorde pessoal      | Recorde pessoal do atleta (Personal best)    | Recorde da Oceania    | Recorde da Oceania (Oceania)          | DSQ / DQ                   | Desclassificado (Disqualified)            |   |                                      |
| Recorde da temporada | Recorde da temporada do atleta (Season best) | Recorde sul-americano | Recorde sul-americano (South America) | NM                         | Sem marca (No mark)                       |   |                                      |